# Alexander Andrejewitsch Rachmanow
Alexander Andrejewitsch Rachmanow (russisch Александр Андреевич Рахманов; bei der FIDE Aleksandr Rakhmanov; * 28. August 1989 in Tscherepowez) ist ein russischer Schachspieler, der seit 2023 unter der Flagge der FIDE antritt. Seit 2007 trägt er den Titel Großmeister im Schach.

## Leben
Rachmanow erlernte das Schachspiel als Siebenjähriger. Bereits als Zehnjähriger gewann er die Stadtmeisterschaft von Tscherepowez. Als Rachmanow 15 Jahre alt war, wurde Wladimir Kasakow sein Trainer, anschließend gehörte Rachmanow zur Jugendauswahl der Russischen Föderation und nahm erstmals an internationalen Turnieren teil.
Im Jahr 2006 wurde er Internationaler Meister, 2007 erhielt er den Schachgroßmeistertitel verliehen. Im selben Jahr wurde er bei der russischen Jugendmeisterschaft U18, der Jugendeuropameisterschaft U18 (in Šibenik) sowie der Jugendweltmeisterschaft U18 (in Kemer) jeweils Dritter. In diesem Jahr gewann er außerdem das Großmeisterturnier von Dubna sowie im Jahr 2008 das Open von Athen.
2009 und 2010 siegte er in Woronesch, 2012 gewann er in Barcelona vor Kevin Spraggett und Grzegorz Gajewski sowie in Guarenas. Im Jahr 2013 gewann er das stark besetzte Dubai-Open vor Viktor Láznička, Andrei Istrățescu, Ivan Sokolov und anderen, sowie das Panama-Open (vor Lázaro Bruzón und Alexander Ipatov und anderen), das in Panama-Stadt stattfand. Im selben Jahr nahm er als Gastspieler an der Meisterschaft von Costa Rica teil, die er mit 11 Punkten aus 12 Partien überlegen gewann.
2014 siegte er in Caracas und beim Bosna-Open in Sarajevo. Im selben Jahr errang er mit 7,5/11 einen bemerkenswerten geteilten zweiten Platz beim MTO-Open in Biel, das der Inder B. Adhiban für sich entschied. 2015 teilte er mit Iwan Bukawschin und Juri Jelissejew den ersten Platz beim „Gouverneur-Cup“ in Chanty-Mansijsk. In der spanischen División de Honor spielte Rachmanow 2014 und 2015 am Spitzenbrett von CE Escola d'Escacs de Barcelona, 2017 am zweiten Brett dieser Mannschaft. In der ungarischen Mannschaftsmeisterschaft spielt er seit 2017 für DVTK Sport Korlátolt Felelősségű Társaság.